# Boyd County, Nebraska
Boyd County är ett administrativt område i delstaten Nebraska, USA. År 2010 hade countyt 2 099 invånare. Den administrativa huvudorten (county seat) är Butte. 

## Geografi
Enligt United States Census Bureau så har countyt en total area på 1 410 km². 1 398 km² av den arean är land och 12 km² är vatten. 

### Angränsande countyn
- Charles Mix County, South Dakota - öst
- Knox County, Nebraska - sydost
- Holt County, Nebraska - syd
- Rock County, Nebraska - sydväst
- Keya Paha County, Nebraska - väst
- Gregory County, South Dakota - nordväst

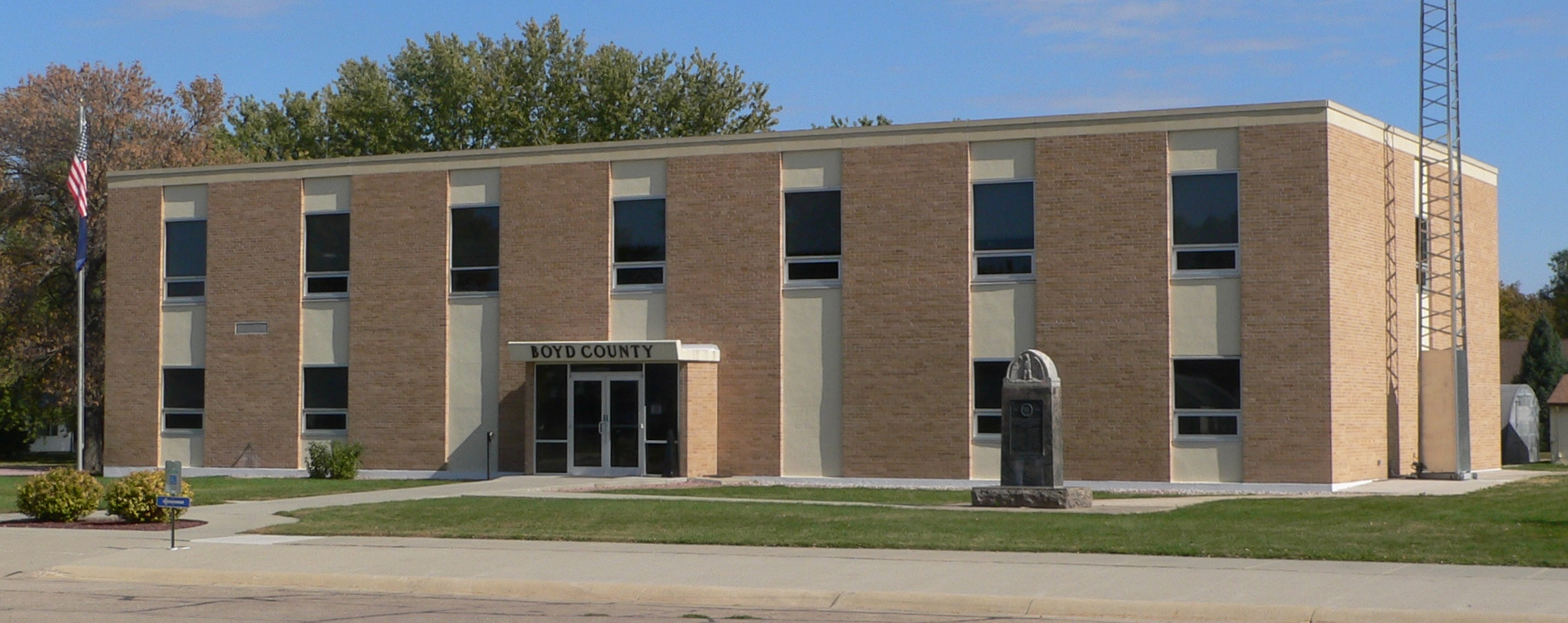
Boyd County Courthouse i Butte.